# Ичхон (станция метро)
«Ичхон» (кор. 이촌역) — пересадочная станция Сеульского метро на Четвёртой линии и линии Кенъи-Чунъан, представленная подземной станцией на 4 линии и наземной — Кенъи-Чунъан. Также известна как Национальный музей Кореи. Она представлена двумя боковыми платформами на обеих линиях. Станция 4 линии обслуживается транспортной корпорацией Сеул Метро (Seoul Metro), на линии Кенъи-Чунъан — корпорацией железных дорог Кореи (Korail). Расположена в кварталах Йонсан-дон (430) и Ичхон-дон (К111) района Йонсан-гу города Сеул (Республика Корея). На станции установлены платформенные раздвижные двери.
Пассажиропоток — н/д.
Станция на 4 линии была открыта 18 октября 1985 года, на линии Кенъи-Чунъан — 9 декабря 1978 года.
Открытие станции было совмещено с открытием участка Четвёртой линии Хехва—Садан длиной 16,5 км и еще 13 станцийː Хехва (420), Тондэмун, Исторический и культурный парк Тондэмун, Чхунъмуро, Мён-дон, Хвехён, Сеул, Женский университет Соокмюнъ, Самгакджи, Синёнъсан, Донджак, Ису (Университет Чхонъсхин) и Садан (433). В 2018 году ожидается запуск еще одной станции на новом участке линии Син Пундан.
В непосредственной близости расположен Национальный музей Кореи (выход 2).

Галерея станции метро Ичхон
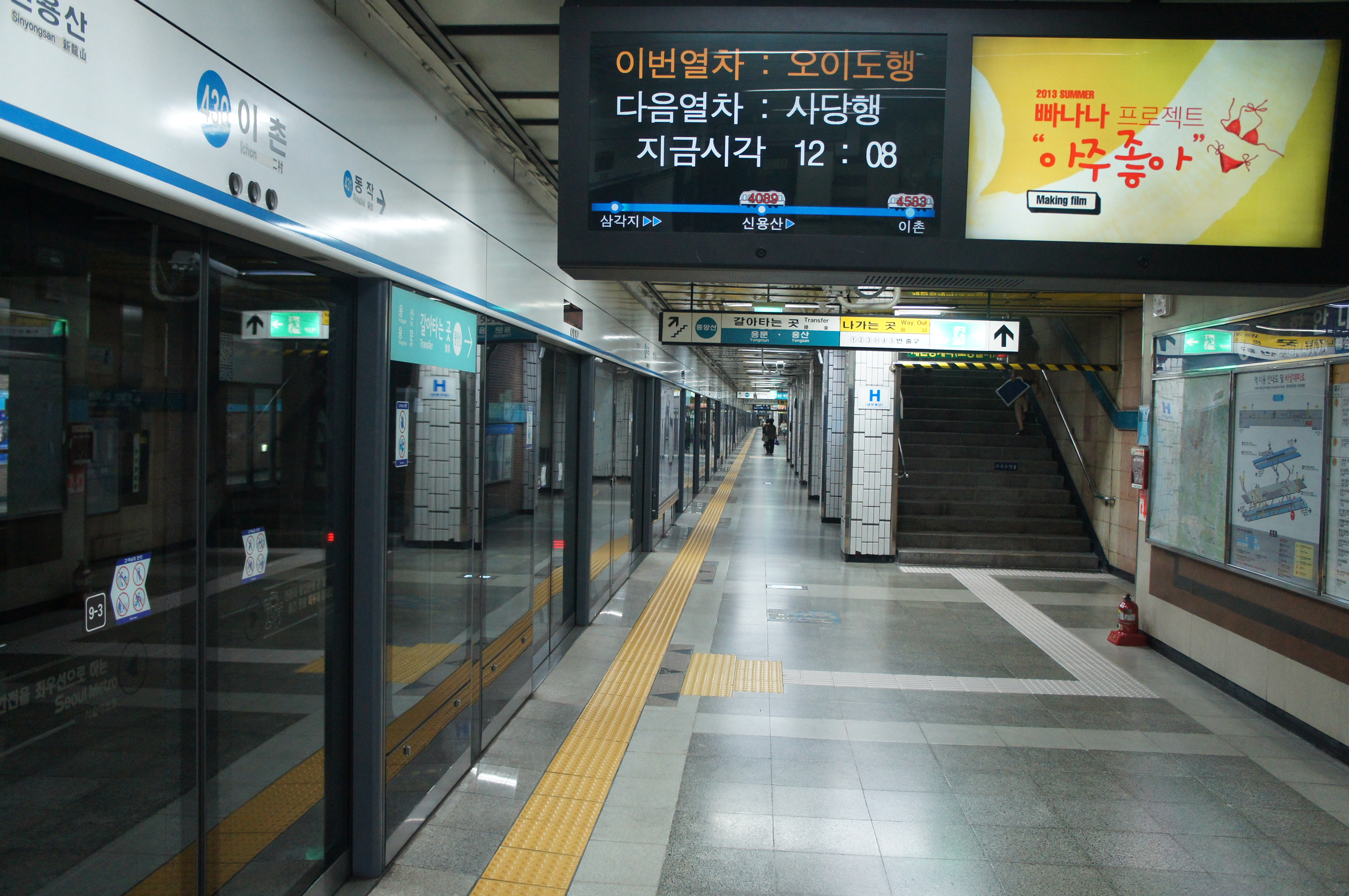
платформа станции четвёртой линии
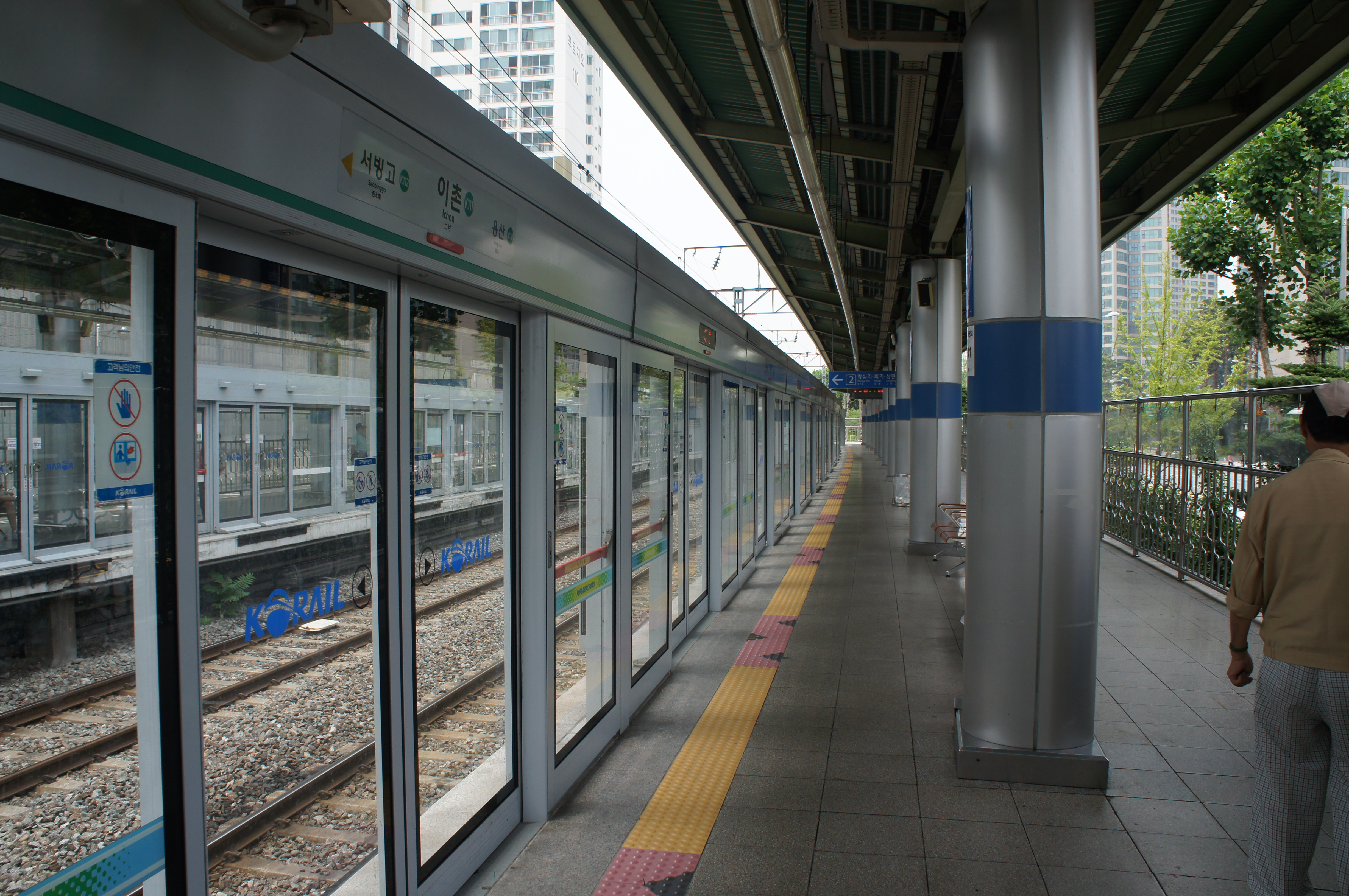
платформа станции линии Кенъи-Чунъан